# Reserva natural integral de Barranco Oscuro
La reserva natural integral de Barranco Oscuro es un espacio natural protegido situado entre los municipio de Moya y Valleseco, en la isla de Gran Canaria (Canarias, España).

## Descripción
Se caracteriza por contener una de las últimas muestras de la laurisilva en Gran Canaria, además de por su alto grado de conservación, y por la variedad de especies endémicas presentes en ella. Se han contabilizado 250 especies de plantas vasculares, de las cuales 40 son endémicas de Canarias. El espacio protegido se encuentra deshabitado, e incluye zonas de bosque así como parcelas deforestadas, con el objetivo de que la vegetación pueda extenderse por ellas.
El Barranco Oscuro desemboca en el Barranco de la Virgen. Desde un punto de vista administrativo, la reserva forma parte del parque rural de Doramas. 